# Pipo (gra)

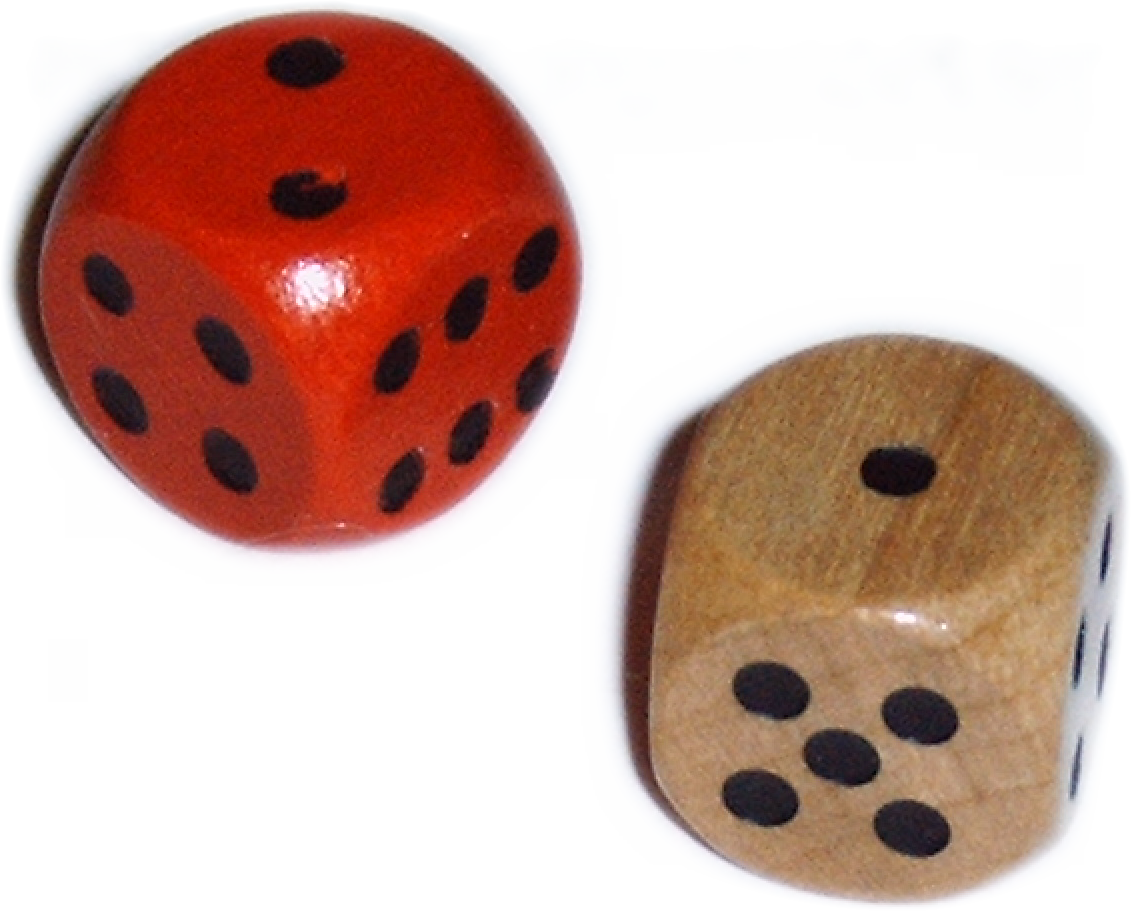
Dwie sześciościenne kości do gry

Pipo – towarzyska gra z użyciem kości

## Zasady gry
W grze używa się dwóch sześciościennych kości. Zadaniem graczy jest wyrzucanie kolejno coraz wyższych rezultatów (zob. hierarchia). Gracz rzucając w nieprzezroczystym kubku kośćmi, podaje kolejnemu zawodnikowi (siedzącemu po jego lewej ręce) swój wynik. Kolejny gracz może wynik zaakceptować (i wówczas będzie w swoim rzucie zobowiązany do wyrzucenia co najmniej tak wysokiego wyniku), lub – podejrzewając kłamstwo – zarządzić sprawdzenie.

Punkt karny (tzw. kropę) uzyskuje ten zawodnik, który został przyłapany na kłamstwie, lub ten, który podejrzewał kłamstwo niemające miejsca. Kropy zapisuje się w osobno prowadzonej tabelce, powstałej w wyniku przecięcia znaków „+” i „x”. Zawodnik, który uzyskał dziewiąty punkt karny zostaje wyeliminowany z gry (łączy się wówczas otrzymane wcześniej osiem krop w aureolkę). Za kłamstwo bądź niesłuszne podejrzewanie kłamstwa przy kombinacji 21 (pipo) gracz otrzymuje dwa punkty karne. Po zapisaniu punktu karnego, ukarany gracz zaczyna nową kolejkę.

Zwycięzcą zostaje ten z graczy, który pozostanie w grze, gdy wszyscy pozostali zostaną wyeliminowani.

## Hierarchia wartości
Wartość najniższa: 3-1 i następnie: 3-2, 4-1, 4-2, 4-3, 5-1, 5-2, 5-3, 5-4, 6-1, 6-2, 6-3, 6-4, 6-5, pary: 1-1, 2-2, 3-3, 4-4, 5-5, 6-6 i wartość najwyższa 2-1 (pipo).